# Giorgio Gonelli
Giorgio Gonelli (Ferrara, 29 aprile 1930 – Kindu, fra 11 e 12 novembre 1961) è stato un aviatore e militare italiano.
Capitano pilota dell'Aeronautica Militare italiana, venne ucciso a Kindu, nelle Repubblica Democratica del Congo, durante la strage avvenuta la notte dell'11 novembre 1961. Nel 1994 venne insignito di medaglia d'oro al valor militare alla memoria, Medaglia d'Oro delle Nazioni Unite, Medaglia d'Oro dei Cavalieri di Malta e Medaglia d'Oro dell'Ordine Costantiniano di San Giorgio.

## Biografia
Nacque a Ferrara il 29 aprile 1930, figlio di Giuseppe e Emma Mantovani Sandri. Dopo aver frequentato durante la Seconda Guerra Mondiale la scuola media e il liceo scientifico salesiano di Faenza, si arruolò nell'Aeronautica Militare Italiana come allievo ufficiale pilota, entrando nell'Accademia Aeronautica a Nisida poi Pozzuoli. Al termine del corso Entrò in servizio presso la 46ª Aerobrigata di stanza a Pisa. Venne tragicamente trucidato, insieme ad altri dodici militari italiani, nell'eccidio di Kindu, avvenuto fra l'11 e  il 12 novembre 1961, mentre effettuava una missione umanitaria a bordo di  bimotori Fairchild C-119 Flying Boxcar operava sotto l'egida dell'ONU. Il Comandante Gonelli lasciava la moglie Alba Rosa Brandani Fava, una figlia di due anni, Rita e un bimbo di dieci mesi, Raffaele. Il 24 ottobre 1994 insieme agli altri dodici aviatori, vennero insigniti della Medaglia d'oro al Valor Militare alla memoria e nel 2006 riconosciuti Vittime di Strage all'estero. I pochi resti umani  si dice siano stati riesumati in una fossa comune e trasferiti in varie Sedi per ultima il 10 marzo 1962 nella base libica di Wheelus. Da qui arrivarono nell'aeroporto di Pisa l'11 marzo, ed il giorno dopo vennero celebrati i solenni funerali, alla presenza del Presidente della Repubblica Antonio Segni e deposte le casse nella Chiesa di Santa Caterina a Pisa in attesa di una opportuna collocazione.
In seguito le salme vennero tumulate nel Tempio Sacrario dei caduti di Kindu , appositamente costruito nell'aeroporto militare di Pisa grazie ad una pubblica sottoscrizione. La città di Ferrara gli ha intitolato una via nel 2013, così come il comune di Mirabello gli ha intitolato due scuole ed una via. Un monumento ai caduti di Kindu è stato inaugurato presso l'ingresso dell'aeroporto internazionale “Leonardo da Vinci”, a Fiumicino. In Italia numerosi Comuni ricordano il tragico evento con monumenti, intitolazioni ed eventi pubblici.

### Annotazioni
1. ↑  Nel 1955 conseguì il brevetto di pilota ed il brevetto per gli aerei a reazione negli Stati Uniti, frequentando la scuola di San Antonio, in Texas.
2. ↑   I due aerei impegnati nella missione di Pace delle UN, uno pilotato dal maggiore Amedeo Parmeggiani e uno dal capitano Giorgio Gonelli.

### Fonti
1. 1 2 3  Gruppioni, Graziano. Eccidio di Kindu. Così morirono i nostri aviatori, in La Nuova Ferrara, sabato 11 novembre 2011.
2. 1 2  Il Resto del Carlino, sabato 11 novembre 2011 pag.9.
3. 1 2  Alegy 2011, p. 15.

### Periodici
- Gregory Alegy, Chi bombardò il Vaticano, in Aeronautica, n. 1, Roma, Associazione Arma Aeronautica, gennaio 2011,  pp. 14-15.